# Qui de nous deux (album)
Pour l’article homonyme, voir Qui de nous deux.
Albums de -M-
Labo M
(2003) M au Spectrum
(2005)
Qui de nous deux est le troisième album studio de Matthieu Chedid, sorti en 2003.

## Historique
Cet album marque un tournant dans la carrière de -M-. Sonnant moins funky que le précédent, il comporte moins de basses, mais plus de rock (Mon ego), avec une écriture plus grave (Le Radeau), plus à fleur de peau (Peau de fleur). Cet album est aussi un hommage à sa fille Billie née en 2002 ; en effet, il appelle la guitare avec laquelle il joue sur le disque du prénom de sa fille. Le titre Je me démasque laisse entrevoir un autre tournant dans sa carrière.
La chanson La Bonne Étoile est dédiée à son ami d'enfance Mathieu Boogaerts, en réponse à sa chanson Matthieu de l'album 2000 qui évoquait le succès grandissant de Chedid symbolisé par une étoile lumineuse qui monte, par rapport au sien beaucoup plus modeste évoquant plutôt une étoile filante qui brûle. Mathieu Boogaerts joue un ambulancier dans le clip de La Bonne Étoile.

## Réception
Selon l'édition française du magazine Rolling Stone, cet album est le 97e meilleur album de rock français.
L'album s'est vendu à plus de 620 000 exemplaires.

## Liste des titres
| No  | Titre                   | Durée |
| --- | ----------------------- | ----- |
| 1.  | Mon ego                 | 2:31  |
| 2.  | La Bonne Étoile         | 3:38  |
| 3.  | Sous ta peau            | 3:45  |
| 4.  | À tes souhaits          | 2:59  |
| 5.  | Qui de nous deux        | 3:46  |
| 6.  | Ma mélodie              | 3:34  |
| 7.  | Quand je vais chez elle | 3:06  |
| 8.  | La Corde sensible       | 3:32  |
| 9.  | Je me démasque          | 3:39  |
| 10. | C'est pas ta faute      | 3:46  |
| 11. | Gimmick                 | 3:13  |
| 12. | Le Radeau               | 3:25  |
| 13. | Psyko bug               | 2:35  |
| 14. | Peau de fleur           | 4:12  |
| 15. | Ton écho                | 4:48  |